# Hotel of the stars
Hotel of the stars er en dansk dokumentarfilm fra 1981 med instruktion og manuskript af Jon Bang Carlsen.

## Handling
Filmen udspiller sig på "Hotel of the Stars", et hotel midt i Hollywood. Det er et gammelt hotel, som bar sit navn med rette indtil begyndelsen af tresserne. Jon Bang Carlsen skildrer tilværelsen for de statister og andre mislykkede eksistenser, som i dag bebor hotellet og drømmer om at blive stjerner.